# Ірдуган
Ірдуга́н (рос. Ирдуган, башк. Ирдуған) — присілок у складі Янаульського району Башкортостану, Росія. Входить до складу Первомайської сільської ради.
Населення — 221 особа (2010; 209 у 2002).
Національний склад:
- марійці — 96 %